# Giro delle Regioni
O Giro das Regiões (em italiano: Giro delle Regioni) foi uma competição de ciclismo profissional por etapas italiana, limitada a corredores sub-23 que fez parte da Copa das Nações UCI sub-23.
Criou-se em 1976 como corrida amador. Manteve esse status (em seu último ano amador na categoria 2.7.1) até criação dos Circuitos Continentais da UCI em 2005 fazendo parte do UCI Europe Tour, dentro a categoria 2.2 (última categoria do profissionalismo); e depois na categoria criada no 2007, também dentro da última categoria do profissionalismo: 2.ncup (Copa das Nações UCI). A sua última edição foi a de 2010, depois de não se ter disputado em 2009.

## Palmarés
Em amarelo, edição amador.
| Ano  | Ganhador             | Segundo                | Terceiro           |
| ---- | -------------------- | ---------------------- | ------------------ |
| 1976 | Carmelo Barone       | Giuseppe Passuello     | Dino Porrini       |
| 1977 | Eddy Schepers        | Claudio Corti          | Henk Mutsaars      |
| 1978 | Aavo Pikkuus         | Jurij Zacharov         | Tommy Prim         |
| 1979 | Sergei Sujoruchenkov | Aleksandr Averin       | Sergej Nikitenko   |
| 1980 | Alberto Minetti      | Marco Cattaneo         | Jordan Penčev      |
| 1981 | Sergei Sujoruchenkov | Jurij Barinov          | Ivan Miščenko      |
| 1982 | Ivan Miščenko        | Viktor Demidenko       | Nico Emonds        |
| 1983 | Helmut Wechselberger | Alonso González        | Thurlow Rogers     |
| 1984 | Jiří Škoda           | Sergej Voronin         | Uwe Raab           |
| 1985 | Flavio Giupponi      | Primož Čerin           | Bernard Richard    |
| 1986 | Jiří Škoda           | Maurizio Fondriest     | Valerij Máčenkov   |
| 1987 | Dmitri Konyshev      | Dieter Nieheus         | Viktor Klimov      |
| 1988 | Sergio Carcano       | Sergej Uslamin         | Maik Landsmann     |
| 1989 | Christophe Manin     | Dietmar Hauer          | Rolf Rutschmann    |
| 1990 | Dietmar Hauer        | Roberto Caruso         | Pavel Tonkov       |
| 1991 | Davide Rebellin      | José Lamy              | Nicola Minali      |
| 1992 | Roberto Petito       | Andreas Lebsanft       | Aleksandr Shefer   |
| 1993 | Pavel Čerkasov       | Laurent Roux           | Oscar Camenzind    |
| 1994 | Dirk Baldinger       | Eddy Mazzoleni         | Rafael Díaz Justo  |
| 1995 | Tobias Steinhauser   | Uwe Peschel            | Daniele Sgnaolin   |
| 1996 | Giuliano Figueras    | Alessandro Spezialetti | Unai Osa           |
| 1997 | Fabio Malberti       | Danilo Di Luca         | Gianmarco Ortenzi  |
| 1998 | Gianmarco Ortenzi    | Valentino China        | Denis Lunghi       |
| 1999 | Leonardo Giordani    | Ivan Basso             | Volodymir Gustov   |
| 2000 | Graziano Gasparri    | Patrik Sinkewitz       | Giampaolo Caruso   |
| 2001 | Yaroslav Popovych    | Michele Scarponi       | Damiano Cunego     |
| 2002 | Antonio Quadranti    | Vladimir Gusev         | Aleksandr Bespalov |
| 2003 | Kristjan Fajt        | Denys Kostyuk          | Tomasz Nose        |
| 2004 | Andriy Grivko        | Maksim Belkov          | Giovanni Visconti  |
| 2005 | Luigi Sestili        | Roman Kreuziger        | Peter Velits       |
| 2006 | Dmytro Grabovskyy    | Maksim Belkov          | Jelle Vanendert    |
| 2007 | Rui Costa            | Dennis van Winden      | Gašper Švab        |
| 2008 | Vitaliy Buts         | Rui Costa              | Kristjan Koren     |
| 2009 | Não se disputou      | Não se disputou        | Não se disputou    |
| 2010 | Enrico Battaglin     | Jan Tratnik            | Angelo Pagani      |

## Palmarés por países
| País                     | Vitórias |
| ------------------------ | -------- |
| Itália                   | 13       |
| União Soviética + Rússia | 5        |
| Ucrânia                  | 4        |
| Chéquia                  | 2        |
| Áustria                  | 2        |
| Alemanha                 | 2        |
| Bélgica                  | 1        |
| França                   | 1        |
| Áustria                  | 1        |
| Eslováquia               | 1        |
| Portugal                 | 1        |